# Мійна Хярма
Мійна Хярма (ест. Miina Härma; до 1935 року — Мійна Герман; 9 лютого 1864 — 16 листопада 1941) — естонськаа композиторка, органістка, хорова диригентка.

## Життя і творчість
Мійна Хярма народилася в сім'ї вчителя і музиканта. Ходила до школи в Тарту. Починаючи з 15 років брала уроки гри на фортепіано і композиції у естонського композитора і літератора Карла Августа Германа (не родича).
З 1883 по 1890 рік навчалася в Санкт-Петербурзькій консерваторії органу (у Луї Гомиліуса) і композиції. Після навчання залишилася в Санкт-Петербурзі, де працювала викладачкою музики і органісткою. Виступала з концертами і за кордоном.
У 1894 році повернулася до Тарту, працювала органісткою і заснувала престижний змішаний хор (з 1920 року «Miina Hermanni Lauluseltsi segakoor»).
З 1903 по 1915 рік жила в Кронштадті, де в основному працювала музичною викладачкою. Під час Першої світової війни переїхала назад до Тарту. У 1917 році стала викладати музику в жіночій гімназії, де пропрацювала до 1929 року. Одночасно була головною редакторкою щомісячного журналу «Eesti Muusika Kuukirja» і головою «Тартуської асоціації музичного мистецтва» (ест. Tartu Helikunsti Selts). У 1919 році разом з іншими музикантами заснувала Вищу музичну школу в Тарту. В 1939 році була обрана почесною докторкою Тартуського університету і стала почесною професоркою Талліннської консерваторії.
Мійна Хярма жила в Тарту аж до своєї смерті. Похована на цвинтарі Рааді. У 1965 році естонський скульптор Олександр Еллер встановив на її могилі надгробний пам'ятник з граніту.

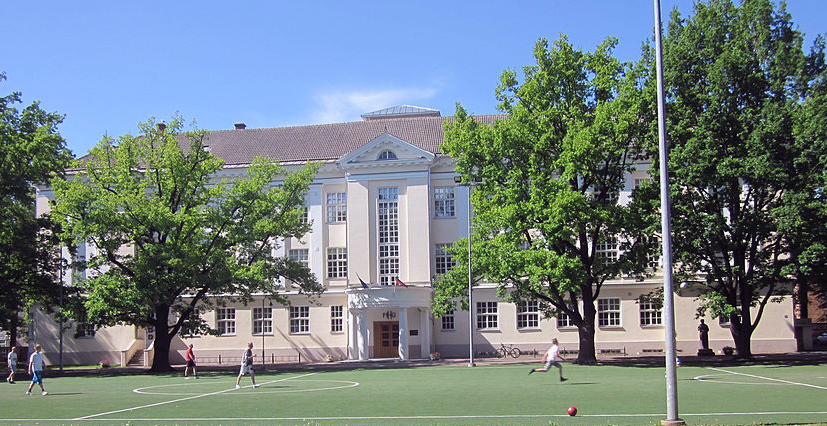
Гімназія імені Мійни Хярми

Жіноча гімназія в Тарту (вулиця Яана Тиніссона, 3), де з 1917 року викладала Мійна Хярма, з 1964 року носить її ім'я. У 1984 році був перед гімназією був встановлений пам'ятник музикантці. У 2014 році випущена пам'ятна монета євро Естонії, присвячена 150-річчю з дня народження Мійни Хярми.

## Музичні твори
Мійна Хярма відома не тільки як органістка і активна учасниця музичного життя Естонії, а й передусім як керівниця хору на Естонських святах пісні і композиторка. Вона написала близько 200 хорових творів, що відрізняються ліричним тоном. Крім того, Хярма написала три книги пісень для хорів, десять каватин, кантату «Калев і Лінда» (1895), кілька відомих обробок народних пісень і зингшпіль «Murueide tütar» (1902).